# Bathyparia praeclara
Bathyparia praeclara är en tvåvingeart som beskrevs av Lamb 1917. Bathyparia praeclara ingår i släktet Bathyparia och familjen fritflugor. Inga underarter finns listade i Catalogue of Life.